# 京都市美術館

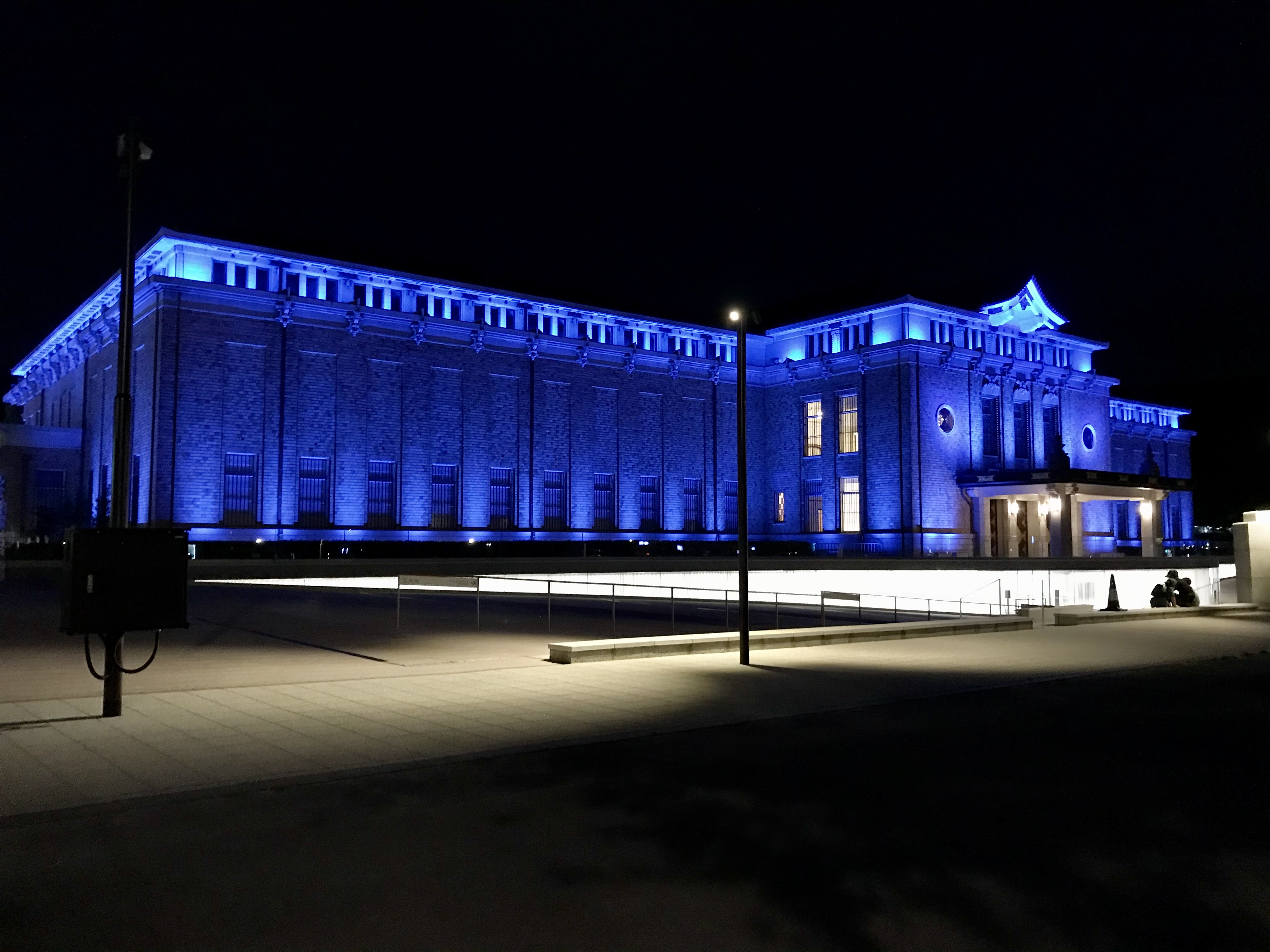
ライトアップ時の外観

京都市美術館（きょうとしびじゅつかん、英語: Kyoto City Museum of Art）は、京都府京都市左京区岡崎の岡崎公園にある美術館。1933年（昭和8年）開館。公立美術館としては東京都美術館に次ぎ日本で二番目に開館した。
京都市内にある国公立の博物館・美術館4館で構成する「京都ミュージアムズ・フォー」の1つである。
コレクションは明治以降 - 1990年（平成2年）頃にまで至る日本画、洋画、工芸作品などが中心。主な展覧会はこれらコレクションを年数回テーマを変えて展示換えする常設展のほか、各種公募展、大学の卒業展などがある。また、新聞社主催の大規模展覧会が集客の核になっている。
2020年のリニューアルに伴い京セラが命名権を取得し、2020年（令和2年）3月21日の再オープンに先立ち2019年から京都市京セラ美術館（きょうとしきょうセラびじゅつかん、英語: Kyoto City KYOCERA Museum of Art）の呼称を用いている。なお、伏見区の京セラ本社にある京セラギャラリー（旧称：京セラ美術館）とは異なる。
館長はリニューアル案の設計者でもある建築家の青木淳。2020年度グッドデザイン賞受賞。

## 沿革

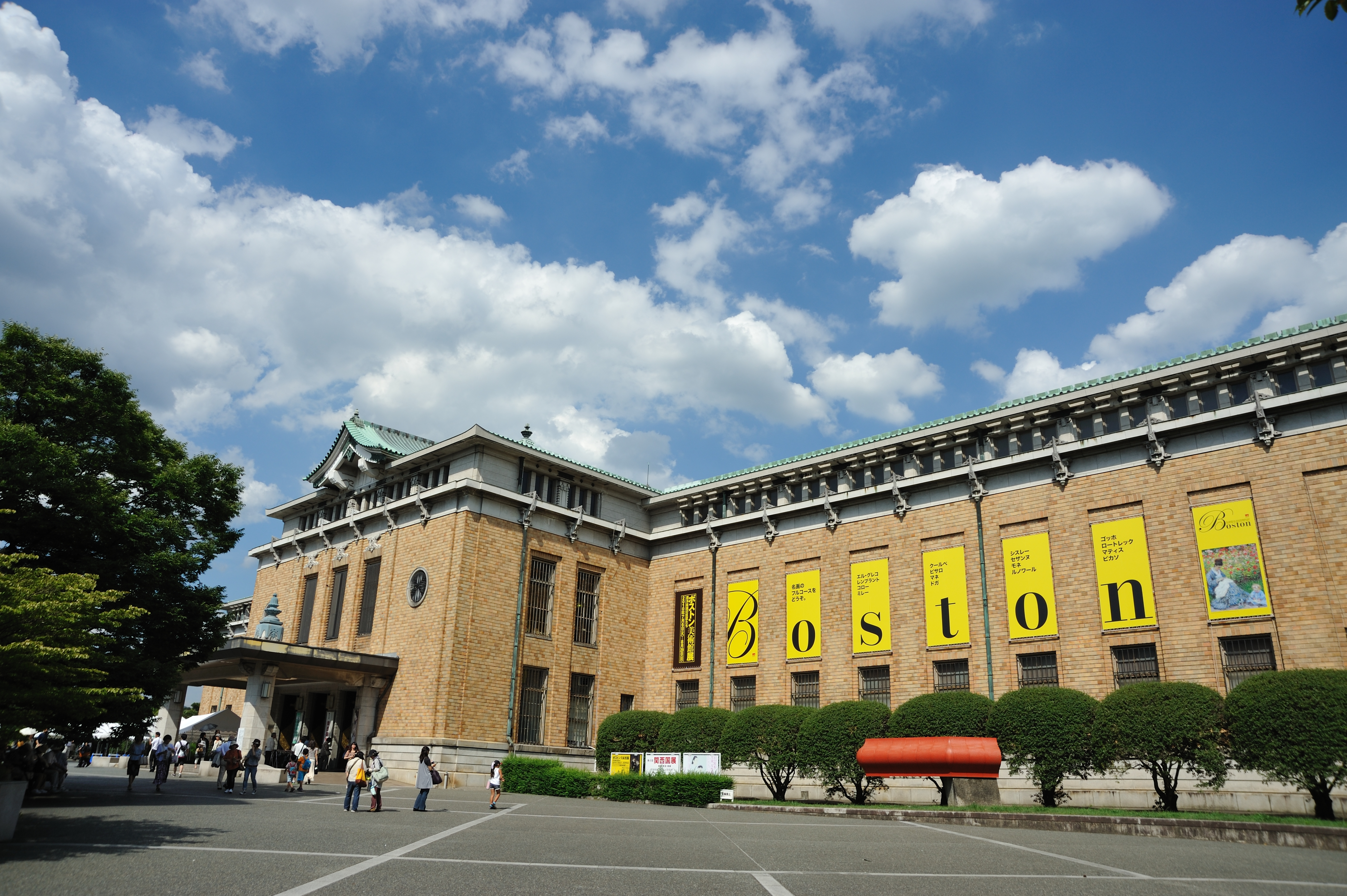
リニューアル前の京都市美術館（2010年）

1928年（昭和3年）に京都で行われた昭和天皇即位の礼を記念して計画が始まったため、当初は大礼記念京都美術館という名称であった。帝冠様式の本館は前田健二郎の設計コンペ当選案をもと京都市土木局営繕課が設計したもので、現存する日本の公立美術館では最も古い。当初は東京都美術館同様に公募展の貸し会場となったほか、独自のコレクションを形成し常設展も開始した。
敗戦後駐留軍により接収されていた。1952年（昭和27年）の接収解除時に京都市美術館に改称。
2000年（平成12年）には公募展などの増加に対応するため、別館を開館している。
2017年4月10日から施設リニューアルのため休館（後述）。リニューアルオープンは2020年3月21日を予定していたが、新型コロナウイルス感染拡大、及びそれに伴う緊急事態宣言発令の影響により解除後の5月26日まで延期され、開館後も当面の間（6月7日までを予定）は事前予約制・人数制限・府県境を越えた移動自粛を考慮し来場者は京都府在住者に限定させる、といった処置を行っていた。

### リニューアルと命名権
開館80周年にあたる2014年に、京都市は「京都市美術館将来構想」を策定した。翌年には「京都市美術館再整備基本計画」を策定し、公募型プロポーザルにより、応募者の中から青木淳・西澤徹夫設計共同体の案が選ばれた。リニューアル工事は休館後の2018年1月に始まり、2019年10月に竣工し、2019年11月には報道陣や美術関係者や一般市民に対する公開が行われた。
この案では、もともとの建物にあったものの見失われていた東西軸（神宮道に面した西側の広場から、西玄関、中央の大陳列室、東玄関、その東にある東山を背景にした日本庭園に至る軸線）が強調されるなど、長年の使用により使われなくなっていた空間の可能性を発掘しようとした。また、観客の動線が大幅に刷新された。
まず玄関周辺にミュージアムカフェやミュージアムショップなどの開かれた施設を置くために、西側広場を掘り込んでスロープ状の広場「京セラスクエア」に変え、掘り込みであらわになった従来の玄関の下側の地下一階部分にガラスをはめて、新玄関やカフェ・ミュージアムショップなどからなる「ガラス・リボン」という空間を作り出した。観客は地下一階から入り、かつての地下下足室だった空間から新設の大階段を経て中央ホール（旧大陳列室）に入る。この中央ホールが館内各所へのハブとなる。本館の北側（北回廊）が企画展・公募展などに使われ、南回廊1階にはこれまでなかった美術館コレクションの常設展示室（1,000平方メートル）が設けられる。館内にある、開館以来の装飾などはほぼそのまま残り、美術館の歴史を継承する。南北にある中庭が設備機器に占拠され非公開になっていたのを改め、南中庭を復元し「天の中庭」とし、北中庭はガラス天井を張った吹き抜け空間「光の広間」にした。ここはパーティーやイベント等に使用される。美術館の北東側にあった、川崎清による設計の収蔵棟は、新たな設備室および現代美術に対応する1,000平方メートル規模の新展示室、収蔵庫、オフィス等を収容した新館「東山キューブ」として改装され、屋上庭園が設けられている。その外側に広がる日本庭園は、第4回内国勧業博覧会会場跡の岡崎公園に、明治42年（1909年）に作られた京都市商品陳列所の庭園として七代目小川治兵衛（植治）が作庭したもので、京都市美術館建設のために京都市商品陳列館が撤去された際に庭園は残されて現在に至っている。
一方、新館建設などリニューアルを実施するのに合わせ、京都市は2016年9月1日から30日にかけ、費用の獲得と愛称を決める目的で命名権の募集を実施したが、市民団体や有識者などからは「公共の文化財に一企業の名称が被るのは相応しくない」などの異論が出ている。同年10月6日、京都市は同市伏見区に本社を置く京セラに命名権を売却すると発表した。再オープン時から「京都市京セラ美術館」の名称が用いられる。
命名権料は、再オープン時から50年契約の総額50億円（消費税別）で、2017年度から2019年度に3回に分けて支払われる。これによりリニューアルにかかる整備事業費のおよそ半額が賄われる。

## 主な収蔵品

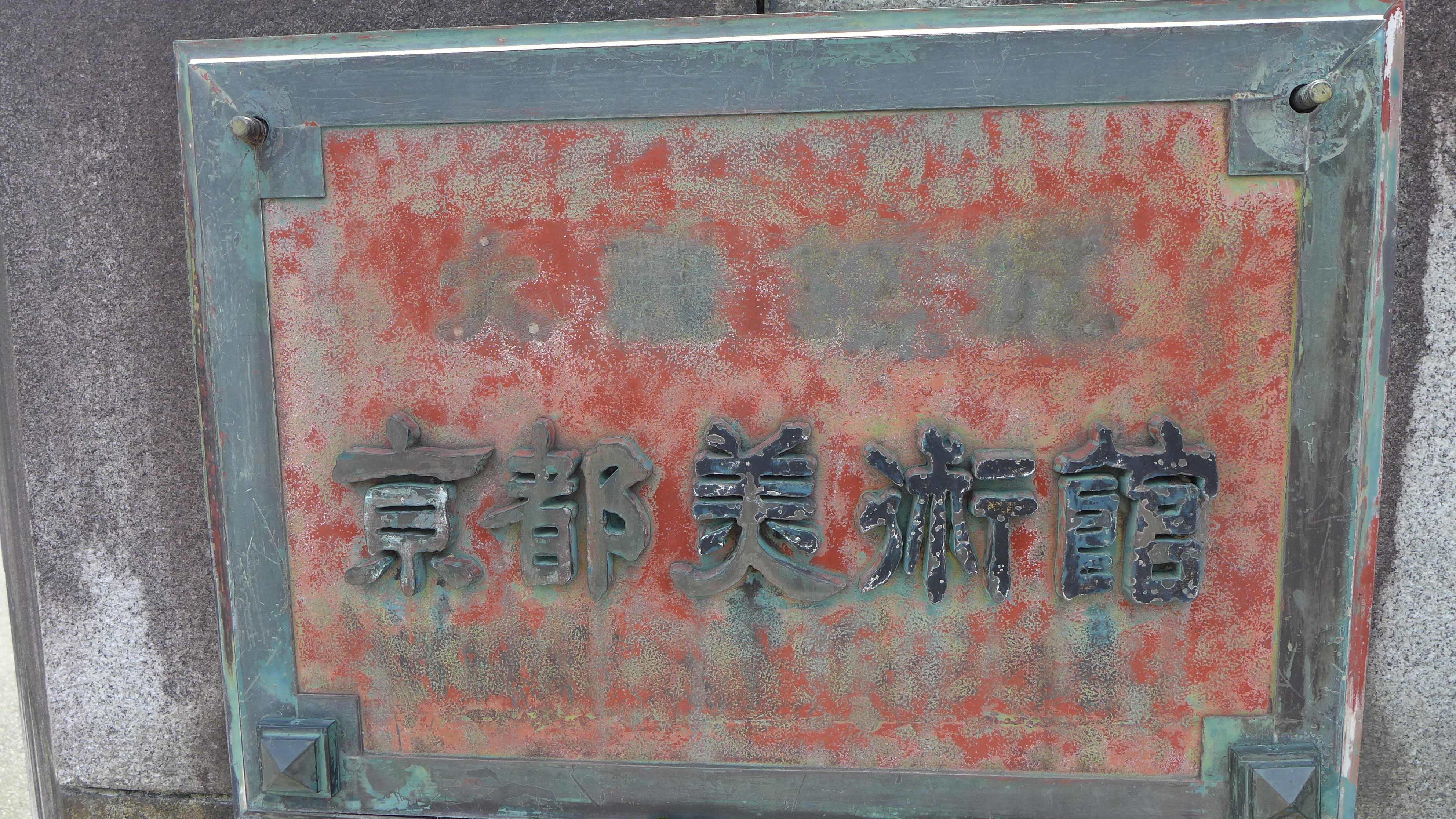
京都市美術館の看板。「大禮記念」という文字が消されている。

- 浅井忠 - 『グレーの柳』1901年、『漁村の少女』
- 梅原龍三郎 - 『秋山烟景』1959年
- 岡田三郎助 - 『満州記念』1933年
- 小磯良平 - 『踊りの前』1934年
- 里見勝蔵 - 『舞妓』1921年、『女』1925年、『橄らん』1960年 - 1962年、『不動像』1944年、『あじさい』『人物（顔）』
- 須田国太郎 - 『早春』1934年、『村』1937年、『隼』1940年、『葛城山』1940年 - 1961年、『石組（保国寺後庭）』1944年、『八幡平』1954年、『三輪の山なみ』1961年
- 藤島武二 - 『神戸港の朝陽』1935年
- 三尾公三 - 『夢幻の刻』1987年
- 安井曽太郎 - 『栗田口風景』1905年、『自画像』1906年
- 和田三造 - 『按摩さん』1936年
- 池田遥邨 - 『南禅寺』1926年、『雨の大阪』1935年、『寂』1970年、『囁』1972年、『雪田』1979年、『葦風』1981年
- 伊藤小坡 - 『夏』1920年
- 上村松園 - 『待月』1926年、『晴日』1941年、『春日長』
- 宇田荻邨 - 『太夫』1920年、『港』1921年、『栗』1935年、『御塩殿』1944年、『清水寺』1957年
- 小野竹喬 - 『南島四季のうち春秋』1913年、『冬日帖』1928年、『夕雲』1965年、『沼』1970年、『海』1974年
- 甲斐庄楠音 - 『青衣の女』1919年、『母』1927年
- 梶原緋佐子 - 『若き日』1916年、『赤前掛』1916年、『よもやま話』1916年、『暮れゆく停留所』1918年、『ねがい』1919年、『古着市』1920年、『旅の楽屋』1925年、『娘義太夫』1925年、『姉妹』、『暖』、『帰郷』、『白絹』、『いでゆの雨』1931年、『機』1933年
- 金島桂華 - 『叢』1918年、『芥子』1925年、『紅蜀』1934年、『画室の客』1954年、『野牛』1958年
- 菊池契月 - 『赤童子』1926年、『経政』1926年、『敦盛』1927年、『南波照間』1928年、『少女』1932年、『友禅の少女』1933年、『散策』1934年、『交歓』1938年、『小楠公弟兄』1943年、『供燈』
- 北澤映月 - 『娘』1935年、『明裳』1940年、『ある日の安英さん』1967年
- 北野恒富 - 『浴後』1912年、『いとさん、こいさん』1936年、『真葛庵之蓮月』1942年
- 小林柯白 - 『那智滝』1939年、『竜安寺の庭』1941年、『馬を洗う』1942年
- 竹内栖鳳 - 『芙蓉』1882年、『年中行事』1886年、『池塘浪静』1887年、『雲龍』1887年、『遊鯉』1887年、『宇野老人像』1895年、『渓山秋月』1899年、『散華』1910年、『散華』1910年、『熊』1910年、『雨』1911年、『絵になる最初』1913年、『金魚の句』1913年、『潮沙永日』1922年、『酔興』1924年、『馬に乗る狐』1924年、『うな辺』1926年、『雷公』1930年、『松』1932年、『水村』1934年、『風竹野』1934年、『風竹』1934年、『驟雨一過』1935年、『静閑』1935年、『雄風』1940年、『色紙十二ヶ月』1926年 - 1941年、『八功徳水』、『冬瓜にねずみ』
- 土田麦僊 - 『朝顔』1929年、『平牀』1933年
- 堂本印象 - 『水郷欲雨』1935年、『婦女』1948年、『無礙』1958年
- 徳岡神泉 - 『麦』1934年、『流れ』1954年、『筍』1963年
- 冨田渓仙 - 『宇治川之巻-宇治橋・伏見』1915年、『雲ケ畑の鹿』1930年、『雪中鹿』1930年、『伝書鳩』1934年、『大津絵絵巻』
- 中村大三郎 - 『ピアノ』1926年、『女人像』1934年
- 西村五雲 - 『海驢』1934年、『園裡即興』1938年
- 橋本明治 - 『浄心』1937年
- 福田平八郎 - 『菊』1928年、『白梅』1934年
- 前田青邨 - 『観画』1936年
- 村上華岳 - 『阿弥陀』1916年、『翠巒飛鷺』1932年、『飛天光図』
- 山口華楊 - 『草』1941年、『霽』1968年、『鶏頭の庭』1977年

## 指定・登録文化財

### 重要文化財
- 絵になる最初 竹内栖鳳筆 絹本著色 大正2年（1913年）

### 登録有形文化財
以下の建造物・工作物7件は2020年、国の登録有形文化財に登録。
- 本館 - 昭和8年（1933年）
- 正門（北） - 昭和8年（1933年）頃
- 正門（南） - 昭和8年（1933年）頃
- 北門 - 昭和8年（1933年）頃
- 東門 - 明治後期
- 北案内板 - 昭和8年（1933年）頃
- 南案内板 - 昭和8年（1933年）頃

## 施設概要

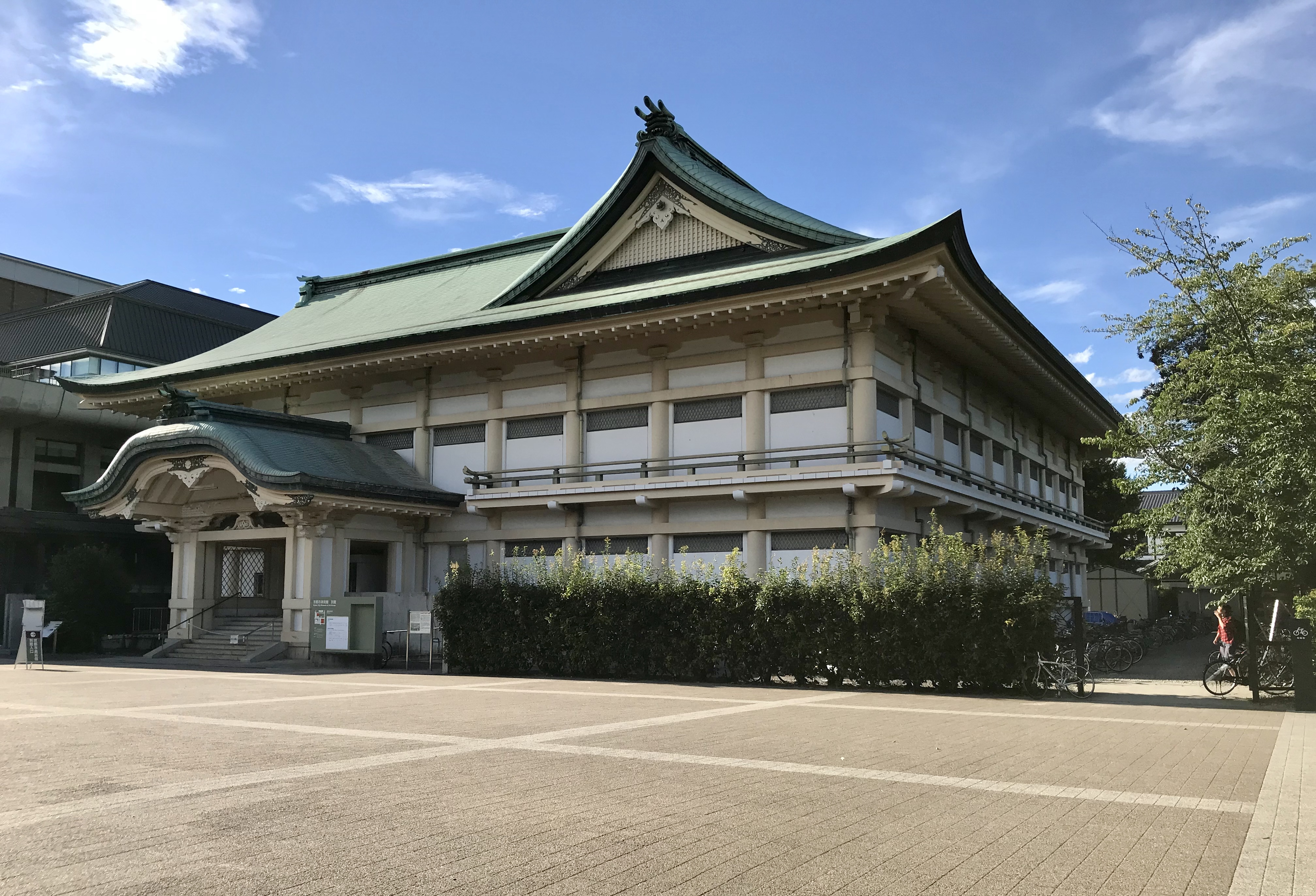
京都市美術館別館（旧・京都市公会堂東館、京都会館別館）

- 本館 - （前田健二郎原案、京都市土木局営繕課設計、1933年（昭和8年）竣工）
- 別館（旧・京都市公会堂東館、京都会館別館） - （京都市建築課設計、1931年（昭和6年）竣工）

## 交通アクセス
- 地下鉄東西線 東山駅下車徒歩10分
- 京都市営バス5・46系統で「岡崎公園 美術館・平安神宮前」下車すぐ。32系統は「岡崎公園 動物園前」下車1分。